# Energi
Energi kommer fra græsk εν = "i" og εργον = "arbejde". I hverdagssproget betegner energi legemlig og åndelig kraft. I fysikken betegner energi evnen til at udføre arbejde eller opvarme noget. På grund af energibevarelse kan energi omdannes fra en form til en anden, men hverken opstå ud af ingenting eller tilintetgøres. Den samlede energi i universet er således konstant.
Energi er et abstrakt begreb som vanskeligt lader sig definere præcist. Det har imidlertid vist sig at være meget nyttigt at operere med størrelsen energi når man skal beskrive de processer der forløber i et fysisk system. Der omsættes bl.a. energi ved temperaturændringer og overgange mellem tilstandsformer, når en genstand deformeres eller ændrer beliggenheds- eller bevægelsestilstand, i forbindelse med emission og absorption af elektromagnetisk stråling, og når atom- eller kernefysiske reaktioner forløber.

## Historisk overblik
Snart sagt alle de processer som forløber i naturen, herunder hverdagens gøremål, involverer forbrug, eller rettere omsætning af energi. På de moderne kraftvarmeværker bliver den energi, som findes i brændslet omdannet til elektrisk energi og varme. Energien transporteres ud til forbrugerne via elnettet og fjernvarmerør, hvor den forsyner husholdningernes varmeformidlere (radiatorer og varmt vand) samt et væld af el-forbrugende apparater.
I begyndelsen var mennesket henvist til den energi som findes i føden og i sollyset. Ved ildens tæmning blev det muligt at udnytte den kemiske energi som er bundet i organisk materiale i form af træ. Efter landbrugets indførelse kunne den energi som er bundet i husdyrenes foder nyttiggøres i form af animalsk trækkraft. Senere kom man på at bygge vindmøller og vandmøller for at udnytte den energi, som findes i strømmende fluid (f.eks. luft og vand).
Siden den industrielle revolution er menneskehedens energiforbrug eksploderet, og det har derfor været nødvendigt at inddrage stadig større energiressourcer for at opfylde behovet. Fossilt brændsel (kul, gas, olie) har længe spillet og spiller stadig hovedrollen. I nyere tid er det blevet muligt at udnytte den energi som frigøres ved kernefysiske processer. De traditionelle kernekraftværker repræsenterer en overgangsteknologi, eftersom mængden af tilgængeligt fossilt brændsel er begrænset, medens de projekterede fusionkraftværker vil kunne levere en nærmest ubegrænset mængde energi hvis de lader sig realisere. I nyeste tid spiller vedvarende energi (solenergi, vandenergi, vindenergi) atter en væsentlig rolle.

## Enheder for energi
Energi angives almindeligvis i SI-enheden joule (J). 1 J er lig 1 kg*m²/s². En joule er en lille energienhed set i relation til menneskekroppens behov. Den gennemsnitlige, daglige energiomsætning for et menneske er af størrelsesorden 8-20 kilojoule. Enheden er navngivet efter den engelske fysiker James Prescott Joule.
En lidt ældre energienhed er kalorie (cal). Per definition er 1 kalorie den energi, som kræves for at opvarme 1 g vand fra 14,5 grader Celsius til 15,5 grader Celsius. Kalorien er en praktisk enhed ved kalorimetriske undersøgelser. 1 kalorie er ca. lig 4,18 Joule.
Den elektriske energi som kraftværkerne leverer, måles i kilowatt-timer (kWh), hvor kilo er det dekadiske præfiks for 103, watt er SI-enheden for effekt, og h er en forkortelse for hour eller hora (som betyder time på hhv. engelsk og latin). En kWh er således 3,6 megajoule.
På atomart niveau er enheden elektronvolt (eV) praktisk. Per definition er 1 eV den energi som omsættes når en elementarladning gennemløber et spændingsfald på 1 volt. 1 eV er lig 1,602 x 10−19 J.
På nogle fagområder og af tradition anvendes specielle enheder. Det eksplosive energiindhold i konventionelle bomber, atombomber, vulkanudbrud, jordskælv, meteornedslag og asteroidenedslag angives som TNT-ækvivalenter. 1 ton TNT er en energi på 4,184 gigajoule.

## Energiformer
I naturvidenskabelige sammenhænge er der blevet afdækket adskillige energiformer – disse omfatter:
| - Termisk energi, termisk energi i transit kaldes varme - Kemisk energi - Elektrisk energi - Strålingsenergi, energien af elektromagnetisk stråling - Kerneenergi | - Magnetisk energi - Elastisk energi - Lydenergi - Mekanisk energi - Lysenergi |  |

Disse energiformer kan opdeles i to hovedgrupper; kinetisk energi og potentiel energi. Andre velkendte typer af energi er varierende blandinger af både potentiel og kinetisk energi.
Energi kan blive transformeret/omsat mellem disse energiformer, nogle med 100% virkningsgrad og andre med mindre. Emner der kan omsætte mellem energiformer kaldes transducere.
Den ovenstående liste af kendte mulige energiformer er ikke nødvendigvis fuldstændig. Når en naturvidenskabsmand opdager, at et bestemt fænomen bryder energibevarelsen, bliver nye energiformer tilføjet, som det er tilfældet med mørk energi, en hypotetisk form af energi som findes overalt i rumtiden og som lader til at øge universets udbredelse.
Klassisk mekanik skelner mellem potentiel energi, som er en funktion af et objekts position – og kinetisk energi, som er en funktion af dens bevægelse. Både position og bevægelse er relativ til et henførelsessystem, som kræves specificeret: Dette er ofte (og oprindeligt) et selvvalgt/arbitrært fast punkt på jordens overflade, det jordiske henførelsessystem.
Det er blevet forsøgt at kategorisere alle energiformer som enten kinetisk eller potentiel: Dette er ikke ukorrekt, men det er heller ikke klart, at der er tale om en reel simplifikation, som Richard Feynman pointerer:
| Citat | These notions of potential and kinetic energy depend on a notion of length scale. For example, one can speak of macroscopic potential and kinetic energy, which do not include thermal potential and kinetic energy. Also what is called chemical potential energy (below) is a macroscopic notion, and closer examination shows that it is really the sum of the potential and kinetic energy on the atomic and subatomic scale. Similar remarks apply to nuclear "potential" energy and most other forms of energy. This dependence on length scale is non-problematic if the various length scales are decoupled, as is often the case ... but confusion can arise when different length scales are coupled, for instance when friction converts macroscopic work into microscopic thermal energy. | Citat |
|       | |       |

### Mekanisk energi
Kinetisk energi er energi der knytter sig til legemer i bevægelse. Hvis en partikel med masse {\displaystyle m} bevæger sig med hastigheden {\displaystyle v} er den kinetiske energi givet ved formlen
{\displaystyle E_{\mathrm {kin} }={\frac {mv^{2}}{2}}}
Resulterende kræfters arbejde er lig ændringen i kinetisk energi:
{\displaystyle A_{\mathrm {res} }=F_{\mathrm {res} }\Delta s=ma\Delta s=m\cdot {\frac {v_{2}-v_{1}}{t_{2}-t_{1}}}\cdot {\frac {v_{2}+v_{1}}{2}}\cdot (t_{2}-t_{1})={\frac {m(v_{2}^{2}-v_{1}^{2})}{2}}=\Delta E_{\mathrm {kin} }}
Potentiel energi er energi der knytter sig en genstands beliggenhed i et konservativt kraftfelt. Per definition er ændring i potentiel energi lig det arbejde som udføres imod feltkraften ved en flytning fra A til B. Kravet om at feltet er konservativt kommer ud på at det udførte arbejde ikke afhænger af vejen ad hvilken flytningen har fundet sted:
{\displaystyle -A_{\mathrm {felt} }=-F_{\mathrm {felt} }\Delta s=\Delta E_{\mathrm {pot} }}
Tæt på Jordens overflade kan man beregne den potentielle energi for en partikel der befinder sig i Jordens tyngdefelt vha. formlen
{\displaystyle E_{\mathrm {tyng} }=m\cdot g\cdot h}
hvor {\displaystyle m} er partiklens masse, {\displaystyle g} er tyngdeaccelerationen, og {\displaystyle h} er højden over et vilkårligt valgt nulpunkt. Det generelle udtryk for den potentielle energi som knytter sig til massetiltrækningen mellem to legemer er
{\displaystyle E_{\mathrm {grav} }=-G\cdot {\frac {Mm}{r}}}
hvor {\displaystyle m} og {\displaystyle M} betegner legemernes masser, {\displaystyle r} er legemernes indbyrdes afstand, og {\displaystyle G} er den universelle gravitationskonstant.
Ved sammenpresning eller strækning af en fjeder oplagres potentiel energi. Man kan beregne størrelsen af den oplagrede energi vha. formlen
{\displaystyle E_{\mathrm {fjed} }={\frac {kx^{2}}{2}}}
hvor {\displaystyle k} er fjederkonstanten, og {\displaystyle x} er afvigelsen fra ligevægtslængden.
Mekanisk energi er energi der knytter sig til bevægelse og beliggenhed:
{\displaystyle E_{\mathrm {mek} }=E_{\mathrm {kin} }+E_{\mathrm {pot} }}
Ydre kræfters arbejde er lig ændringen i mekanisk energi:
{\displaystyle A_{\mathrm {ydre} }=F_{\mathrm {ydre} }\Delta s=(F_{\mathrm {res} }-F_{\mathrm {felt} })\Delta s=A_{\mathrm {res} }-A_{\mathrm {felt} }=\Delta E_{\mathrm {kin} }+\Delta E_{\mathrm {pot} }=\Delta E_{\mathrm {mek} }}
I et isoleret system er den mekaniske energi bevaret:
{\displaystyle \Delta E_{\mathrm {mek} }=0=\Delta E_{\mathrm {kin} }+\Delta E_{\mathrm {pot} }}
og herpå beror begrebets nytte.

### Elektrisk energi
Når ladningen {\displaystyle q} gennemløber det elektriske spændingsfald {\displaystyle U}, omsættes  energien
{\displaystyle E=qU}.
Når spændingsfaldet over en komponent i et elektrisk kredsløb er {\displaystyle U}, og den elektriske strømstyrke gennem komponenten er {\displaystyle I}, omsættes der i tidsrummet {\displaystyle t} energien
{\displaystyle E_{\mathrm {komp} }=U\cdot I\cdot t}
Den potentielle energi der knytter sig til den elektriske vekselvirkning mellem to ladninger er givet ved
{\displaystyle E_{\mathrm {el} }={\frac {1}{4\pi \varepsilon _{0}}}\cdot {\frac {qQ}{r}}}
hvor {\displaystyle \varepsilon _{0}} er vakuumpermittiviteten, {\displaystyle q} og
{\displaystyle Q} er størrelsen af de to ladninger (regnet med fortegn), og {\displaystyle r} er ladningernes indbyrdes afstand.

### Magnetisk energi
Den potentielle energi for et magnetisk moment der befinder i et ydre magnetfelt afhænger af vinklen mellem felt og moment:
{\displaystyle E_{\mathrm {mom} }=-\mu B\cos(\theta )}
hvor {\displaystyle \mu } er størrelsen af det magnetiske moment, {\displaystyle B} er den magnetiske fluxtæthed, og {\displaystyle \theta } er vinklen. Den potentielle energi er altså mindst når momentet er orienteret parallelt med det ydre felt.

### Kemisk energi
Ved kemiske reaktioner omsættes eller bindes energi. Til praktiske formål spiller forbrændingsreaktioner, hvor ilt fungerer som oxidationsmiddel, hovedrollen.
Ved planternes fotosyntese omdannes strålingsenergien i sollyset til kemisk energi i plantevævet. Når planten atter nedbrydes, omsættes energien på ny. Brændværdien ({\displaystyle B}) er per definition bundet energi ({\displaystyle E}) per masse {\displaystyle m}:
{\displaystyle E=Bm}
Den fysiologiske brændværdi for sukker er 17 MJ/Kg.
Fossilt brændsel er organisk materiale som er omdannet under temperatur- og trykpåvirkninger. Brændværdien for de forskellige typer af kul, olie og gas varierer mellem 30 MJ/kg og 50 MJ/kg.
Hydrogen reagerer med oxygen under vandudvikling med brændværdien 120 MJ/kg.

### Kerneenergi
Ved kerneprocesser konverteres en lille masse til store mængder energi. Det er en konsekvens af Albert Einsteins masse-energi-ækvivalensprincip, som udtrykkes i formlerne
{\displaystyle E=m\cdot c^{2}}  (som kun gælder for objekter med masse)
{\displaystyle E^{2}=m^{2}\cdot c^{4}+p^{2}\cdot c^{2}}  (den fulde relativistiske formel, som også inkluderer objekter uden masse)

hvor m er masse, c er lysets hastighed og p er impuls.

Objekter uden masse er eksempelvis fotoner, som er med til at transportere energi bort fra kerneprocesser som kernefusioner eller kernefissioner.
Ved en spontant forløbende kernereaktion er reaktanternes masse større end produkternes masse. Massetabet ækvivalerer den frigjorte energi, som kaldes reaktionens Q-værdi:
{\displaystyle Q=\Delta E=-\Delta m\cdot c^{2}}
Ved kemiske reaktioner er den frigjorte energi så lille at massetabet er praktisk taget umåleligt. Ved kernefysiske processer kan indtil 1 % af brændslets masse normalt konverteres til energi. I særlige tilfælde, som fx indfald af masse på en hvid dværgstjernes eller et sort huls opsamlingsskive (engelsk: accretion disk), konverteres helt op til 21 % af den indfaldende masse til energi.
Enhver atomkerne kan opfattes som produkt af en reaktion med kernens bestanddele som reaktanter. Kernens bindingsenergi afhænger af massedefekten, som er forskellen mellem massen af kernens bestanddele og kernemassen:
{\displaystyle E_{\mathrm {bind} }=m_{\mathrm {def} }\cdot c^{2}}

### Strålingsenergi
Elektromagnetisk stråling transporterer energi. Intensiteten af den elektromagnetiske stråling er proportional med produktet af den elektriske feltstyrke og den magnetiske fluxtæthed:
{\displaystyle S={\frac {EB}{\mu _{0}}}}
hvor {\displaystyle \mu _{0}} er vakuumpermeabiliteten.
Uden for Jordens atmosfære er solstrålingens intensitet 1,35 kW/m². En del af strålingen reflekteres af Jordens atmosfære, men solindfaldet på Jordens overflade er desuagtet enormt, nemlig af størrelsesorden 1017 joule (svarende til Danmarks årlige omsætning af elektrisk energi) per sekund . 
I mange sammenhænge er det nødvendigt at opfatte elektromagnetisk stråling som en strøm af partikler – fotoner – der vekselvirker med stof. Man kan beregne den energi som en foton repræsenterer ved at benytte formlen
{\displaystyle E=h\cdot \nu }
hvor {\displaystyle h} er Plancks konstant, og {\displaystyle \nu } er frekvensen af den elektromagnetiske stråling.

### Termisk energi
Varme er bevægelse på mikroskopisk niveau i en genstand. Ifølge varmelærens 1. hovedsætning kan man ændre den indre energi af et system ved at tilføre systemet varme eller ved at udføre arbejde på systemet:
{\displaystyle \Delta E=A+Q}
Varme er energi af lav kvalitet i den forstand at andre former for energi altid kan omdannes fuldstændig til varme, mens det modsatte ikke er tilfældet. Energikvaliteten er lavere jo lavere temperaturen af varmereservoiret er.
Man kan beregne den varmemængde som skal tilføres eller fjernes fra en genstand for at opvarme eller afkøle den vha. følgende formel:
{\displaystyle Q=mc\Delta t}
hvor {\displaystyle m} er genstandens masse, {\displaystyle \Delta t} er temperaturændringen, og {\displaystyle c} er den specifikke varmekapacitet for det materiale som genstanden er lavet af.
Ved latent varme forstås den varme som er skjult, dvs. den varme som er medgået ved smeltning eller fordampning af en genstand. Man kan beregne den latente varme vha. følgende formel:
{\displaystyle Q=mL}
hvor {\displaystyle m} er massen af det stof som er smeltet eller fordampet, og {\displaystyle L} er den specifikke smeltevarme eller fordampningsvarme.
Den gennemsnitlige kinetiske energi der knytter sig til en frihedsgrad på mikroskopisk niveau er givet ved formlen
{\displaystyle \varepsilon ={\frac {k_{\mathrm {B} }T}{2}}}
hvor {\displaystyle k_{\mathrm {B} }} er Boltzmanns konstant, og {\displaystyle T} er den absolutte temperatur.

## Energikilder
Udnyttelse af en energikilde involverer i de fleste tilfælde brug af en transducer, som omdanner energien fra en form til en anden. Nyttevirkningen ved omdannelsen er et mål for hvor effektivt energikilden udnyttes.
Da den ønskede energimængde ikke altid er tilgængelig, når der er mest brug for den, har man endvidere udviklet forskellige metoder til energilagring.

### Fossile energikilder
Fossilt kul, olie og gas tegner sig i vor tid for hovedparten af verdens energiforbrug. Ressourceknaphed, utilstrækkelig forsyningssikkerhed og fossil-CO2-forurening er de væsentligste problemer herved. 
Kul findes i forskellige kvaliteter spændende fra tørv over brunkul til stenkul. 
Olie er en blanding af kulbrinter som ved raffinering bearbejdes til en række brændstoftyper og råprodukter i den petrokemiske industri, herunder benzin. Efterhånden som de lettest tilgængelige oliereserver udtømmes, intensiveres bestræbelserne på at udnytte den olie som findes bundet i olieskifer og oliesand rationelt.
Naturgas er betegnelsen for mineraloliens flygtigste komponenter.

### Kerneenergi
Kernekraftværkerne udvinder energi ved spaltning (fission) af isotoper af tunge grundstoffer, hovedsageligt uran og plutonium. Kernekraft byggende på fissionsbrændsel kan potentielt levere et betydeligt bidrag til energiforsyningen mange år frem i tiden, men problemerne med opbevaring af det radioaktive affald er endnu uløste.
Kernekraft baseret på sammensmeltning (fusion) af isotoper af lette grundstoffer befinder sig endnu i udviklingsfasen. Lykkes det at producere energi med udgangspunkt i deuterium og lithium i stor skala, er verdens energiforsyning sikret langt ud i fremtiden.

### Vedvarende energikilder
Vedvarende energikilder betegner energikilder som ikke slipper op inden for den forudsigelige fremtid. Energilagringsproblematikken er meget udtalt i forbindelse med udnyttelse af vedvarende energikilder. Brændselscelleteknologien er et muligt svar på denne udfordring.
Biobrændsel omfatter brænde, som til specielle formål bearbejdes til trækul, halm og biogas. Bioethanol er et muligt alternativ til benzin.
Solenergi udnyttes dels til opvarmningsformål vha. termiske-solfangere og til fremstilling af elektricitet vha. solceller.
Vandkraft betegner udnyttelse af vands beliggenhedsenergi vha. dæmninger og turbiner. Hertil føjer sig i nyere tid tidevandskraft og bølgeenergi.
Vindkraft er udnyttelse af luftens bevægelsesenergi vha. vindmøller, som i Danmark har givet grobund for en milliardindustri.
Hvor jordskorpen slår revner, f.eks. på Island, er der mulighed for at udnytte geotermisk energi.

## Danmarks energiproduktion
Danmarks energiforbrug fordeler sig på energi til el-produktion, varmeproduktion og transport.
Danmarks el-produktion dækkes ind af følgende i år 2009:
| Ressource            | El-produktion i GWh | Andel | Varmeproduktion i TJ | Andel |
| -------------------- | ------------------- | ----- | -------------------- | ----- |
| Fossil-kul           | 17457               | 48,0% | 33067                | 26,7% |
| Fossil-olie          | 1131                | 3,1%  | 4325                 | 3,5%  |
| Fossil-gas           | 6927                | 19,0% | 35989                | 29,1% |
| Biomasse             | 2053                | 5,6%  | 21735                | 17,6% |
| Afbrænding af affald | 1866                | 5,1%  | 25325                | 20,5% |
| Kerneenergi          | 0                   | 0,0%  | 0                    | 0,0%  |
| Vandkraft            | 26                  | 0,1%  |                      |       |
| Geotermisk energi    | 0                   | 0,0%  | 438                  | 0,4%  |
| Solceller (PV)       | 3                   | 0,0%  |                      |       |
| Solvarme             | 0                   | 0,0%  | 55                   | 0,0%  |
| Vindkraft            | 6928                | 19,0% | 0                    | 0,0%  |
| Tidevandsenergi      | 0                   | 0,0%  | 0                    | 0,0%  |
| Andet                | 0                   | 0,0%  | 2769                 | 2,2%  |

I 2009 forventede det europæiske elmarked at 2015-priserne for el ville være 45 øre/kWh, og elselskaberne byggede mange kraftværker, især til gas. Men prisen viste sig at blive 17 øre/kWh, især pga. amerikansk skifergas der pressede markedsprisen på kul. Ændringen i markedsudvikling har betydet store tab i elselskabernes regnskaber. Danmarks omlægning af energisystem er afhængig af politiske beslutninger, og kraftværker og varmeværker udskyder valget mellem biomasse og varmepumper indtil den fremtidige politik er afklaret.

## Energi og effekt
Udtrykket energi bliver ofte brugt, når der egentlig menes effekt. Energi er, som beskrevet tidligere i artiklen, evnen til at udføre arbejde, mens effekt er den samlede belastning af det stykke arbejde. Et typisk eksempel er watt.
1 watt (effekt) = en energibelastning, der svarer til 1 joule (energi) i et sekund. Joule er et udtryk for energi, og hvis man tilfører en joule i et sekund, kaldes den samlede belastning 1 watt.
For eksempel er effekten af en 100 watts glødepære, der er tændt i en time 100 watt-timer, eller 0,1 kilowatt-time. Den samlede energimængde, der er blevet brugt er 100 joule i sekundet i en time, eller 100 joule x 60 x 60 = 360.000 joule (360 kJ)